# Benchmark Games
Benchmark Games, Inc. est une entreprise américaine fondée en 1997, basée à Hypoluxo en Floride, qui fabrique et distribue des jeux de rachat, des machines attrape-peluche et des jeux d'arcade.

## Historique
Benchmark Games est fondé en 1997 et sa principale activité est la création de jeux de rachat, de machine attrape-peluche. En 2013, Benchmark Games créé son premier jeu d'arcade Super Shifter: Drag Race Challenge.